# Bartolomeo de Polli
Bartolomeo de Polli (Della Polla) (Modena, 1460 circa – dopo il 1506) è stato uno scultore e intarsiatore italiano del Rinascimento.

## Biografia
Nacque a Modena e si trasferì a Mantova, dove forse fu al servizio dei Gonzaga.
Nel 1487 ricevette l'incarico per un'ancona lignea del coro dei frati della Certosa di Pavia, su commissione del duca di Milano Ludovico il Moro. Forse per seguire i lavori, nel 1488 si stabilì a Torre del Mangano, nei pressi di Pavia. Nel 1492 de Polli venne esautorato e le opere vennero concluse nel 1497 dal cremonese Pantaleone de Marchi.

## Opere

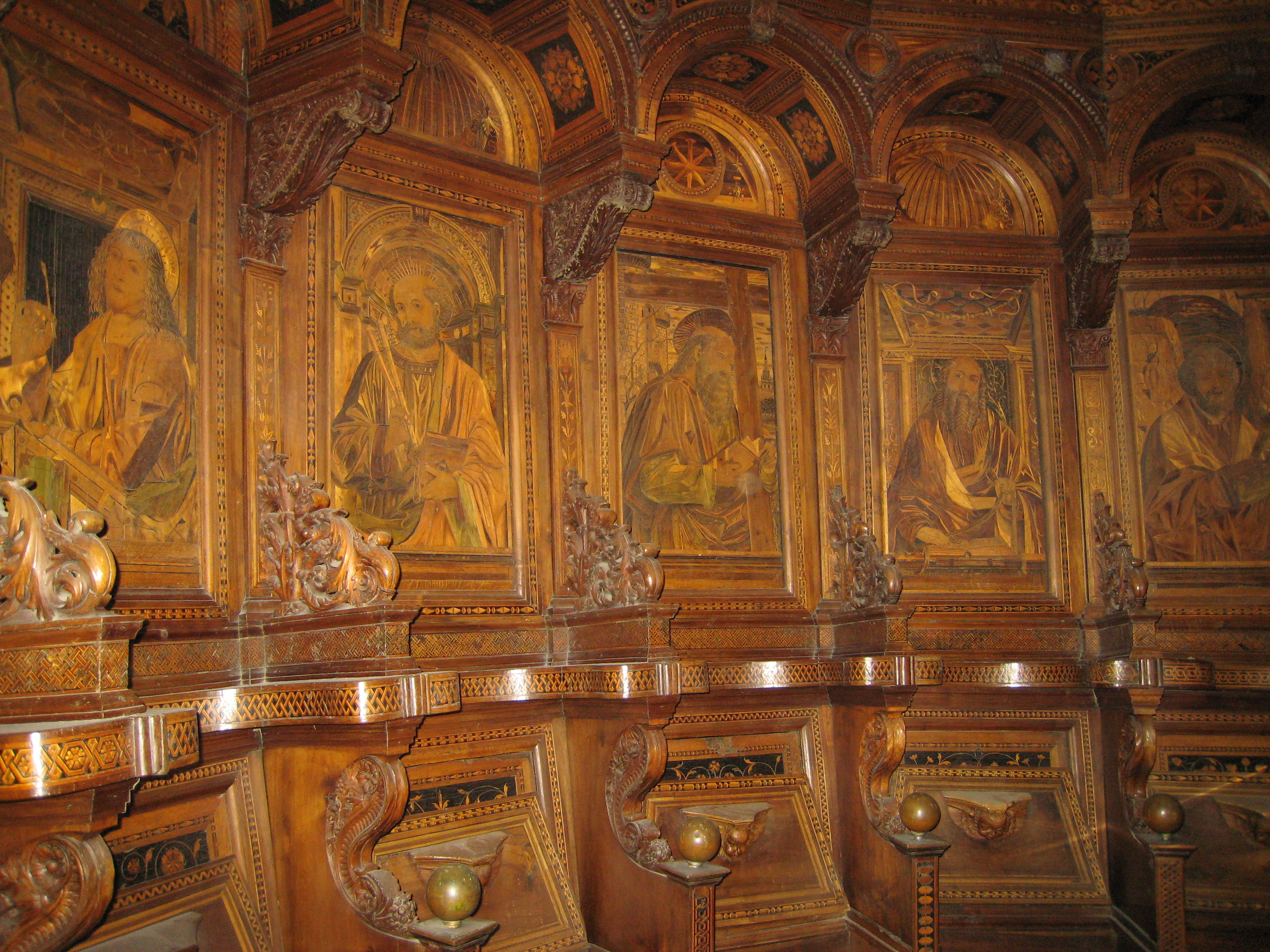
Certosa di Pavia, coro in legno intagliato.

- Coro ligneo, fine XV secolo, Certosa di Pavia.